# Жераль Батікл
Жераль Батікл (фр. Gérald Baticle, нар. 10 жовтня 1969, Ам'єн) — французький футболіст, що грав на позиції нападника. По завершенні ігрової кар'єри — футбольний тренер. Наразі обіймає посаду головного тренера «Анже».
Виступав, зокрема, за «Осер» та «Страсбур».
Володар Кубка Франції. Найкращий бомбрадир Кубка УЄФА сезону 1992/93.

## Ігрова кар'єра
Народився 10 жовтня 1969 року у місті Ам'єн. Вихованець футбольної школи клубу «Ам'єн». Дорослу футбольну кар'єру розпочав 1987 року в основній команді того ж клубу. У ньому провів чотири сезони, взявши участь у 38 матчах чемпіонату.
Своєю грою за цю команду привернув увагу представників тренерського штабу клубу «Осер», до складу якого приєднався 1991 року. Відіграв за команду з Осера наступні чотири сезони своєї ігрової кар'єри. Більшість часу, проведеного у складі «Осера», був основним гравцем атакувальної ланки команди.
Згодом з 1995 по 2003 рік грав у складі команд клубів «Страсбур», «Осер», «Мец» та «Труа».
Завершив професійну ігрову кар'єру у «Гаврі», за команду якого виступав протягом 2003–2004 років.

## Кар'єра тренера
Розпочав тренерську кар'єру невдовзі по завершенні кар'єри гравця, 2005 року, увійшовши до тренерського штабу клубу «Осер», в якому опікувався молодіжною командою. Згодом очолював команду клубу «Брест».
З 2011 року входить до тренерського штабу клубу «Ліон».

## Титули і досягнення

### Як гравця
- Володар Кубка Франції (1):

«Осер»: 1993-94
- Володар Кубка французької ліги (1):

«Страсбур»: 1996-97

### Особисті
- Найкращий бомбардир Кубка УЄФА:

1992-93 (8 голів)